# Phelipara radovskyi
Phelipara radovskyi là một loài bọ cánh cứng trong họ Cerambycidae.